# 马科姆 (伊利诺伊州)
马科姆（英語：Macomb）是美国伊利诺伊州麦克多诺县的县治。它坐落在西部的伊利诺斯州的盖尔斯堡西南。在2000年的人口普查，人口为18588。西伊利诺伊大学就坐落在这里。

## 地理
马科姆位于40°27′38″N 90°40′27″W / 40.46056°N 90.67417°W。

## 人口
根據2000年人口普查，有18558人，6575户，居住在城市的2,952个家庭。人口密度是每平方英里1,884.2人（727.4/km²）。有7037个居住单位，平均密度每平方英里714.5個（275.8/km²）。城市的种族构成是88.73％白人，5.93％黑人，3.06％亚洲人，太平洋岛民0.03％，0.69％其他种族，1.40％來自兩個或以上种族。2.10％的人口是西班牙裔美国人或拉丁美洲人。
有6,575户家庭，其中19.1％的未婚子女与18岁以下的家庭同住，34.9％是已婚夫妇在一起生活，7.4％的女户主没有丈夫在场，55.1％的非家庭。有单独居住的某人的38.4％所有家庭由个体做成，和12.4％谁65岁或更旧。平均家庭大小是2.10，并且平均家庭大小是2.77。
在城市中，人口分布较为分散，其中18岁以下的人口占12.6％，18岁至24岁的人口占42.9％，25岁至44岁的人口占18.2％，45岁至64岁的人口占14.0％，65岁或以上的人口占12.4％。年纪大了。中位年龄为23岁。每100名女性中，有94.3名男性。每100名18岁及以上的女性中，男性为93.8。
该市一个家庭的平均收入为25,994美元，一个家庭的平均收入为42,069美元。男性的平均收入为27,663美元，女性为21,780美元。在人均收入为城市是$ 13,470。人口的29.1％和家庭的12.2％在贫困线以下。18岁以下的人中有22.8％的人生活在贫困线以下，而65岁以上的人中有8.1％的人生活在贫困线以下。
| 历史人口         | 历史人口 | 历史人口 |
| 人口普查年       | 人口     | ％±      |
| ---------------- | -------- | -------- |
| 1850年           | 756      | -        |
| 1860年           | 1,834    | 142.6％  |
| 1870年           | 2,748    | 49.8％   |
| 1880年           | 3,140    | 14.3％   |
| 1890年           | 4,052    | 29.0％   |
| 1900年           | 5,375    | 32.7％   |
| 1910年           | 5,774    | 7.4％    |
| 1920年           | 6,714    | 16.3％   |
| 1930年           | 8,509    | 26.7％   |
| 1940年           | 8,764    | 3.0％    |
| 1950年           | 10,592   | 20.9％   |
| 1960年           | 12,135   | 14.6％   |
| 1970年           | 19,643   | 61.9％   |
| 1980年           | 19,863   | 1.1％    |
| 1990年           | 19,952   | 0.4％    |
| 2000年           | 18,558   | −7.0％   |
| 2010年           | 19,288   | 3.9％    |
| 2019年（估算。） | 17,413   | −9.7％   |

## 历史

### 起源
在1899年，西伊利诺伊州师范学校（即后来的西伊利诺伊大学）在马科姆始建。马科姆和西部伊利诺伊铁路於1903年建成，从马科姆附近的工业和利特尔顿当地金融家查理五世钱德勒，但是这条铁路于1930年被遗弃。1918年开始，在伊利诺伊三号干线的建设是作为一个国家资助的公路，从开罗到岩石岛通过马科姆，美国在20年代末67路线是沿这条路线延伸到爱荷华州迪比克。

### 总统访问
多年来，马科姆接待过美国几位总统的访问。尤利西斯·格兰特（Ulysses S. Grant），安德鲁·约翰逊（Andrew Johnson），卢瑟福·海斯（Rutherford B.Hayes），威廉·麦金莱（William McKinley）和西奥多·罗斯福（Theodore Roosevelt）在马科姆都做了简短的演讲。有两次，亚伯拉罕·林肯和奥巴马当选总统前处理大批观众。奥巴马当时实际上是在争取州参议员，这意味着总统或总统候选人在109年内都没有访问过马科姆，而且还在继续计数。

## 交通
马科姆市没有州际高速经过，该市的外联途径是美国国道67号（向北通向盖尔斯堡，可连接74号州际高速）和美国国道136号。另外伊利诺伊州州道110号和336号也经过该市，其中336号州道正在扩建。

## 电影
- Cast in Gray (2005)[3][4]
- Wife Swap (2006)[5]

## 知名人物
- 迈克尔·波特曼, 演员.[來源請求]
- 菲尔布·拉德利, 棒球协会球员 (1983–1990).
- 马库斯·邓斯坦, 编剧
- 乔·加纳, six-time New York Times Bestselling author of non-fiction pop culture history.[來源請求]
- 约翰·马奥尼, 演员.
- Ty Margenthaler, assistant coach with the Wisconsin Badgers women's basketball team.
- 瑞德·米勒, former head coach of the NFL Denver Broncos and USFL Denver Gold.
- 迈克尔·米勒, 导演
- 托德·珀德姆, 记者
- Al Sears, 爵士中音萨克斯手
- Rev. C.T. Vivian, 美国民权运动领袖。
- Dr. Henry Wells,[6] was an American author, professor and leading expert on Latin America politics.

## 交通
- 特拉克站
- Go West Transit （页面存档备份，存于）
- Go West Transit Live Bus Tracking （页面存档备份，存于）

## 景点和娱乐场所
- 地质博物馆
- 奥卑利大厦
- University Art Gallery Museum （页面存档备份，存于）
- 西伊利诺伊州博物馆 （页面存档备份，存于）
- Convention Bureau
- 马科姆社区剧院

## 户外休闲
- Argyle Lake State Park (located in nearby Colchester)
- Harry Mussatto Golf Course
- Lakeview Nature Center
- Macomb Park District
- Spring Lake Park

## 高等教育

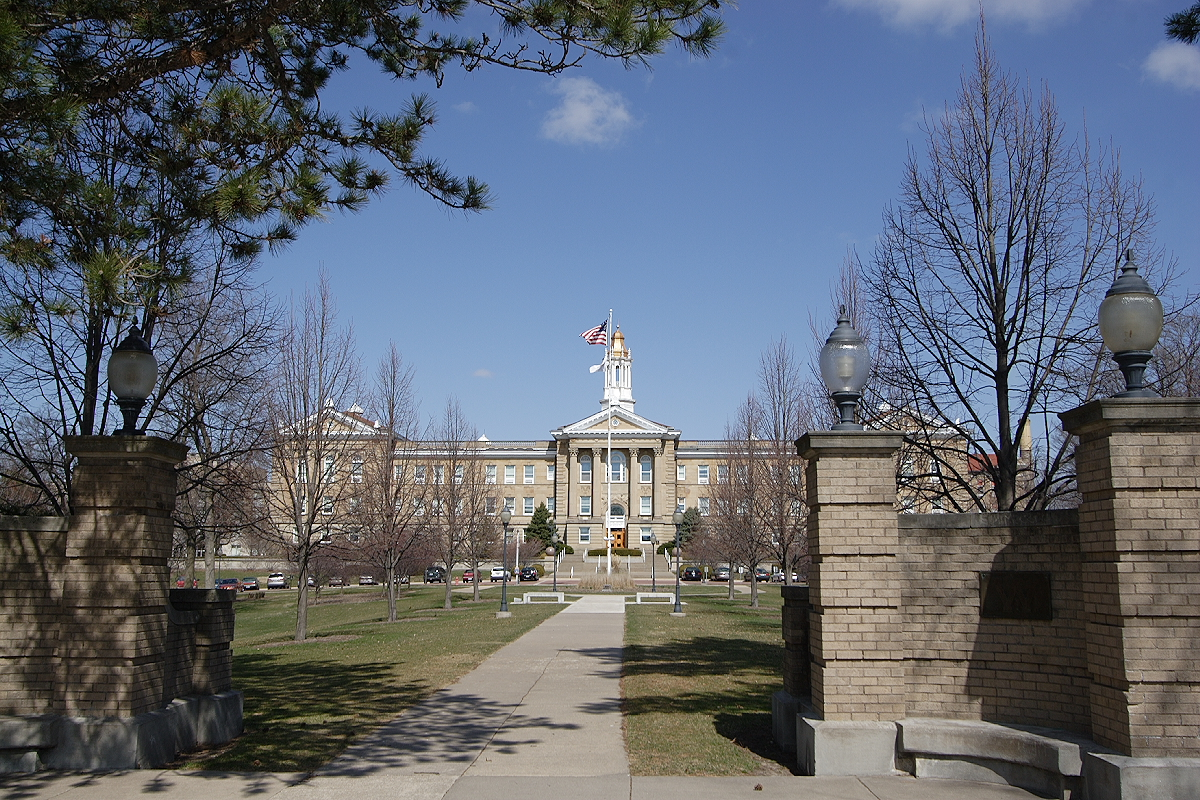
Sherman Hall, 2006

- 西伊利诺伊大学
- 斯蓬河学院, 马科姆校区

## 媒体
- McDonough County The Voice （页面存档备份，存于）
- Western Courier （页面存档备份，存于）

## Manufacturing
- NTN-Bower Corporation （页面存档备份，存于）
- Pella Windows
- Whalen Manufacturing